# Fantastic Planet
Fantastic Planet (с англ. — «Фантастическая планета») — третий студийный альбом американской альтернативной рок-группы Failure, выпущенный 13 августа 1996 года лейблами Slash Records и Warner Bros. Records. Это был последний альбом, выпущенный на лейбле Slash Records до его приобретения London Recordings в 1996 году.
Альбом был спродюсирован самой группой в процессе, который занял больше времени, чем их предыдущие два альбома; причём одна песня была записана и спродюсирована вскоре после написания, и этот процесс повторился. В текстах песен присутствуют спэйс-рок-темы, а также различные косвенные намёки на наркоманию, наркотический опыт и проституцию. Альбом цикличен в смысле, что звуковой эффект перезвона, которым заканчивается финальный трек «Daylight», начинается с вступительного трека «Saturday Saviour», и стал началом системы обозначенных цифрами этапов (т. н. «Segue») в студийной работе Failure, которая продолжилась на последующих альбомах.
Несмотря на положительные отзывы критиков, альбом не попал в американский чарт Billboard 200, но стал хит-парадом с синглом «Stuck on You», который достиг 23-й строчки в чарте Billboard Alternative Songs Chart. Семь песен с альбома также были включены в сборник лучших песен 2006 года Essentials. Fantastic Planet стал последним студийным альбомом Failure за девятнадцать лет до выхода The Heart Is a Monster (2015 г.).

## Предыстория и запись

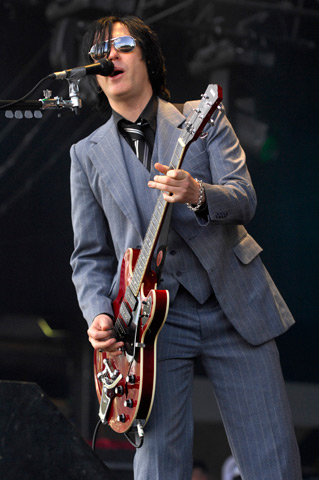
Гитарист Трой Ван Леувен, друг и бывший коллега Скотта по группе, присоединился к Failure примерно во время выхода альбома.

В 1992 году Failure подписали контракт с Slash Records (независимым лейблом из Лос-Анджелеса) и впоследствии выпустили два альбома: Comfort в 1992 году и Magnified в 1994 году. Magnified, не имевший коммерческого успеха, стал хитом среди критиков и подтолкнул группу к началу работы над Fantastic Planet в начале 1995 года.
Стремясь развить успех Magnified, Кен Эндрюс, Грег Эдвардс и Келли Скотт в 1995 году снова приступили к записи, на этот раз в арендованном доме, принадлежащем Лите Форд, на холмах недалеко от Лос-Анджелеса. Поскольку группа снова занималась продюсированием самостоятельно, а Эндрюс сам взял на себя львиную долю инженерной работы, ситуация позволила группе уделять записи гораздо больше времени, чем когда-либо прежде, и следовать своим инстинктам настолько, насколько они хотели, без вмешательства извне.
Когда запись близилась к завершению, они получили известие, что контракт их лейбла с Warner Bros. на дистрибуцию истёк и продлён не будет. Поскольку Failure, по сути, отодвинулись на второй план, пока владельцы Slash пытались договориться о новом дистрибьюторском соглашении, участники группы были заняты внешними проектами: Эндрюс и Эдвардс (и их друзья) записали альбом каверов под названием Replicants; Эндрюс продюсировал альбомы для Blinker the Star и Molly McGuire (рок-группа из Лос-Анджелеса, а не певица и автор-исполнитель из Лос-Анджелеса): Скотт немного участвовал в их сессиях. Тем временем группа продолжала «неофициально» продавать пластинку другим лейблам и представителям индустрии, надеясь, что Warner Bros. активизируется и выпустит альбом. Весной 1996 года Warner Bros. поступила именно так, согласившись в последний раз сохранить за Failure название Slash, и в августе того же года был выпущен альбом Fantastic Planet.

## Художественное оформление
Обложка альбома во многом основана на иллюстрации Эда Валигурски, использованной для обложки первого издания романа основателя Саентологии Л. Рона Хаббарда «К звёздам» 1954 года.

## Выпуск и продвижение
Ближе к концу записи Fantastic Planet Failure узнали, что Slash Records «выставляют себя на продажу» и впоследствии не смогут выпустить альбом группы. Впоследствии, после завершения работы над альбомом в феврале 1995 года, Fantastic Planet оставался на полке около года, и группа «неофициально» продавала альбом другим лейблам, надеясь, что Slash продлит контракт с Warner Bros. на дистрибуцию. Услышав Fantastic Planet и оценив альбом, Warner Bros. Группа договорилась о подписании прямого контракта в феврале 1996 года, но альбом не был выпущен ещё в течение полугода из-за проблем, связанных с переговорами о контракте на запись.
Первый сингл с альбома, «Stuck on You» (достаточно запоминающийся трек в среднем темпе, который метафорически сравнивает влюбленность с назойливой мелодией, застрявшей в голове), стал второстепенным хитом альтернативного радио и достиг лёгкой или средней ротации на MTV, но не попал в чарты. Песня достигла 31-й строчки в американском чарте Billboard Mainstream Rock, а также 23-й строчки в чарте Modern Rock. Другие песни, такие как «Saturday Saviour» и «Pitiful», получили некоторое распространение в эфире от более предприимчивых ди-джеев, но больше ни на один из треков альбома не было снято видео, а из-за неразберихи на лейбле в то время было мало усилий задействовано в его продвижении.
На сингл «Stuck on You» было снято музыкальное видео, которое очень напоминает вступительные титры фильма о Джеймсе Бонде «Шпион, который меня любил» (вошло в DVD-версию сборника группы Golden: Unreleased Sounds and Images 2004 года). Другие песни, такие как «Saturday Saviour» и «Pitiful», были выпущены в качестве синглов на радио, но на них не было снято музыкальных клипов. Отрывок из альбома под названием «Wake Up» также был выпущен в 2004 году на сборнике Golden.

## Отзывы критиков
| Оценки критиков | Оценки критиков |
| Источник        | Оценка          |
| --------------- | --------------- |
| AllMusic        | [ 13 ]          |
| Sputnikmusic    | 4/5             |

Fantastic Planet была встречена одобрительными отзывами критиков. В весьма положительной рецензии, написанной в ноябре 1996 года для Daily Utah Chronicle, Шан Фаулер утверждает, что с альбомом «Failure отделяют себя от толпы, гудящей гитарой, уравновешивая густые риффы замысловатыми аранжировками и интеллектуальными текстами». Далее Фаулер выделяет два последних трека альбома, «Heliotropic» и «Daylight», как его главное достижение, написав, что эти песни являются «двумя шедеврами манипулирования с использованием трибал-барабанов, обработанных гитар, необычных синтезаторов и дублированного вокала. В разбивке это звучит как беспорядок, но невесомо и грациозно проникает в сознание слушателей и выходит из него».

## Влияние
В 2009 году в JustPressPlay назвали Fantastic Planet третьим лучшим альбомом 1990-х годов. В 2014 году журнал Decibel включил Fantastic Planet в свой Зал славы, назвав его культовой классикой и альбомом, который великолепно передаёт его тяжесть.
«The Nurse Who Loved Me» была перепета группой A Perfect Circle на их альбоме Thirteenth Step 2003 года, а также струнным квартетом The Section Quartet на их альбоме Fuzzbox 2007 года. «Another Space Song» была записана на лейбле Statistics, сольным проектом Денвера Далли из Desaparecidos, и выпущена на семплере Location is Everything Vol. 2, выпущенном Jade Tree Records. «Stuck on You» была перепета Paramore на их альбоме 2006 года The Summer Tic EP; название диска взято из текста песни, хотя «tick» заменено на «tic». Песня «Smoking Umbrella» была записана Филом Ричи на RockStar: Supernova, а также группой SouthFM. «Sergeant Politeness» исполнялась вживую на сольных концертах Мелиссы Ауф дер Маур и её одноимённой группы в период с 2004 по 2006 год. Запись исполнения была выпущена на её сингле «Taste You».
Нью-йоркская альтернативная рок-группа Pillowhead назвали себя в честь одноимённого трека с альбома.
В 2022 году в первом трейлере предстоящего документального фильма «Failure» продюсер и музыкант Бутч Виг назвал Fantastic Planet одним из двадцати пяти своих лучших альбомов всех времён. Он также описывает ведущий рифф в «Stuck on You» как «сигнал SOS, поступающий из другой галактики», которым он был «одержим».

## Список композиций
Слова и музыка всех песен — Кен Эндрюс и Грег Эдвардс.
| №                   | Название                 | Длительность |
| ------------------- | ------------------------ | ------------ |
| 1.                  | «Saturday Saviour»       | 4:27         |
| 2.                  | «Sergeant Politeness»    | 4:05         |
| 3.                  | «Segue 1»                | 1:54         |
| 4.                  | «Smoking Umbrellas»      | 3:58         |
| 5.                  | «Pillowhead»             | 2:09         |
| 6.                  | «Blank»                  | 5:38         |
| 7.                  | «Segue 2»                | 1:17         |
| 8.                  | «Dirty Blue Balloons»    | 4:23         |
| 9.                  | «Solaris»                | 3:43         |
| 10.                 | «Pitiful»                | 4:45         |
| 11.                 | «Leo»                    | 3:05         |
| 12.                 | «Segue 3»                | 2:11         |
| 13.                 | «The Nurse Who Loved Me» | 4:25         |
| 14.                 | «Another Space Song»     | 5:10         |
| 15.                 | «Stuck on You»           | 4:28         |
| 16.                 | «Heliotropic»            | 6:14         |
| 17.                 | «Daylight»               | 6:00         |
| Общая длительность: | Общая длительность:      | 68:00        |

## Участники записи
Failure
- Кен Эндрюс — вокал, гитара, бас-гитара, звукорежиссёр, сведение
- Грег Эдвардс — гитара, бас-гитара, клавишные, перкуссия
- Келли Скотт — барабаны

Производственный персонал
- группа Failure — продюсеры
- Кейси Стоун — ассистент звукорежиссёра, ассистент по сведению
- Том Бейкер — мастеринг-инженер
- Майкл Уленкотт — художественное оформление
- Сид Като — фотограф
- Inertia — концепт-арт

## Чарты

### Синглы
| 1997                                              | «Stuck on You» | — | 23 | 31 |
| «—» обозначает релизы, которые не попали в чарты. |                |   |    |    |